# Tupaia dorsalis
La tupaya rayada (Tupaia dorsalis) es una especie de tupaya de la familia de los tupaidos. Es originaria de Indonesia y Malasia. Se alimenta esencialmente de insectos y otros invertebrados.